# Jacob von Engeström
Jakob von Engeström, född 1 november 1735 i Lund, död 14 november 1802 i Uppsala, var en svensk ämbetsman, historiskt känd som misstänkt för delaktighet i sammansvärjningen mot Gustav III.

## Biografi
Jacob Engeström var son till biskopen i Lunds stift, Johan Engeström och Margaretha Benzelstierna. Han och hans syskon adlades 1751 för faderns förtjänster och tog namnet von Engeström. År 1776 gifte han sig med sin tremänning Beata Sophia Benzelstierna, vars far Lars Benzelstierna var biskop i Västerås stift och senare även ordensbiskop. 
Efter att ha studerat vid Lunds universitet arbetade von Engeström från 1756 som kanslijunkare på Kanslikollegiets expedition. År 1764 var han med vid kejsarvalet och kröningen i Frankfurt am Main i egenskap av ambassadsekreterare och ambassadkavaljer.  Därefter reste han omkring utlandet till 1766. Vid hemkomsten befordrades han till presidentssekreterare (kabinettssekreterare), ett ämbete som han redan förut länge förvaltat som tillförordnad. Vid riksdagen 1769 var Engeström sekreterare i det sekreta utskottet och 1776 befordrades han till kansliråd. Vid flera tillfällen var han föreslagen till utländska ambassadörsposter (i Dresden, Warszawa, och Konstantinopel). Men han fick aldrig någon sådan post. 1783–1784 var Engeström tillförordnad landshövding i Uppsala län, vilket han skötte väl. När landshövdingeposten 1786 blev ledig igen anmälde han sig utan framgång som sökande. På samma sätt blev det 1787 med landshövdingeplatsen i Åbo. 1779–1789 var han bankofullmäktig och innehade detta förtroendeuppdrag även 1792, då han som misstänkt för delaktighet i mordet på kungen dömdes att förlora sina ämbeten.
von Engeström var en skicklig ämbetsman och var intresserad av vetenskapliga sysselsättningar och litterära samlingar. Vid Vitterhetsakademiens återupplivande 1786 var han en av de första som valdes in och han var invald i Kungliga Vetenskapsakademien 1792, men detta val förklarades ogiltigt på grund av att han ansågs delaktig i det kort därefter inträffade kungamordet. Vitterhetsakademiens handlingar innehåller många historiska och antikvariska uppsatser av honom (bland annat ett tal Om framfarna åldrars vittre landsmän) och många handskrifter om historia (särskilt Skånes), numismatik, genealogi med mera. Hans handskrifter finns nu i Kungliga Biblioteket). 
von Engeström spelade inte någon framstående politisk roll. Med sitt försiktiga och tillbakadragna väsen var han inte lämplig som partiman och ännu mindre som revolutionsman. Men han hörde mot slutet av Gustav III:s regeringstid till de missnöjda och talade vid 1789 års riksdag mot säkerhetsakten. Tanken på en statskupp var inte främmande för honom. Bland hans efterlämnade papper finns ett utkast till en i frihetstidens anda formulerad ny regeringsform med en skarpt begränsad kungamakt och styrelsens tyngdpunkt förlagd till "svenska folkets fullmäktige", vilka klassvis borde väljas till representanter för en tid av tre år. Detta förslag, som äger en viss märkvärdighet, trots att det föreligger i ett föga utarbetat skick, var (enligt en på handskriften gjord anteckning av brodern Lars von Engeström) föranlett av en 1791 tilltänkt plan till en "civil revolution", som skulle ha ägt rum om Gustav III:s planer till ett krig mot Franska republiken blivit förverkligade.
Efter kungamordet 1792 var Engeström en av de misstänkta. Hans åsikter var kända. Det gick rykten om hans förslag till ny regeringsform och om att de missnöjda, om statskuppen lyckats, skulle ha gjort honom till statsråd. Det var också känt att han hade samröre med Pechlin. Det är inte bevisat eller ens sannolikt att han samtyckte till mordplanen eller att han tagit del i själva sammansvärjningen. Däremot kände han till den och hade tänkt ut åtskilliga åtgärder som skulle vidtagas om kungen dog. Vid rannsakningen efter mordet röjde Liljehorns bekännelse Engeströms medvetenhet om mordplanen och hans planer till regeringsåtgärder efter kungens död. Han erkände själv att han inte varit okunnig om mordanslaget men sade att han hoppats att det skulle kunna förhindras. Han nekade till det mesta av de övriga anklagelserna. Egendomligt nog påträffades under rannsakningen inte det ovan omtalade, ännu bevarade utkastet till en ny grundlag, vars upptäckt skulle ha varit mycket komprometterande. Dess existens var endast ryktesvis känd av samtiden. Men senare förvarades det länge obeaktat bland de Engeströmska dokumenten.
Hovrätten dömde Engeström till livstids fängelse och förlust av adelskap och riddareorden. Men domen mildrades till förlust av tjänsten och tre års fängelse på Vaxholms fästning. Han flyttades dock redan 1792 till Uppsala och fick efter någon tid frihet att besöka sin egendom Kipplingeberg.